# Kościół św. Maksymiliana Marii Kolbe w Rożnowie
Kościół św. Maksymiliana Marii Kolbe – rzymskokatolicki kościół filialny w Rożnowie. Świątynia należy do parafii Matki Bożej Królowej Świata i św. Marcina w Gałązczycach w dekanacie Grodków, diecezji opolskiej. 

## Historia kościoła
Pierwsze informacje o kościele pochodzą z 1335 roku. Po okresie reformacji, w 1534 roku przeszedł w ręce protestantów. Dopiero od 1972 roku rozpoczęto w kościele sprawować liturgię w obrządku rzymskokatolickim. W 1870 roku dobudowano zakrystię i zamontowano organy. W 1889 roku została rozebrana wieża i wybudowano od podstaw nową, istniejącą do dziś. W czasie działań wojennych II wojny światowej świątynia została częściowo zniszczona. Po wojnie została odbudowana przy zachowaniu wcześniejszej formy budowli. Kościół został konsekrowany w 1984 roku.